# Mariusz Stańczuk
Mariusz Stańczuk, né le 23 mars 1983 à Varsovie, est un rameur polonais, en quatre de couple poids légers.

## Palmarès

### Championnats du monde
- 2006 à Eton, Angleterre
  -  Médaille de bronze en huit barré poids légers
- 2012 à Plovdiv, Bulgarie
  -  Médaille d'or en quatre de couple poids légers